# Памятник испанцев (Буэнос-Айрес)
Памятник Великой хартии вольностей и четырём аргентинским регионам (исп. El Monumento a La Carta Magna y las Cuatro Regiones Argentinas) — памятник, открытый 13 марта 1927 года на улице Авенида Хенераль-Сармьенто в Буэнос-Айресе, Аргентина. Широко известен, как Памятник испанцев, потому что был подарен испанской общиной в 1910 году, с целью отметить столетие со дня Майской революции. Поэтому неправильно называть его, как часто называют, "испанцы".
Памятник воздвигнут по проекту испанского архитектора Агустина Куэрола. Хотя первый камень был заложен в 1910 году, были проблемы с завершением строительства, поэтому памятник был открыт в 1927 году.

## История
Этот памятник был подарен городу от «сынов жителей Испании в Аргентине» и финансировался по пожертвованиям от частных лиц.
Первый камень памятника был заложен в 1910 году, во время правления президента Хосе Фигероа Алькорта, начало строительства которого было организовано в честь празднование столетия независимости Аргентины. Одной из организаторов праздника была Изабелла де Бурбон, тетя Альфонсо XIII, короля Испании.
Тем не менее, строительство памятника сопровождалось  многочисленными задержками. Первой стала смерть архитектора каталонца Агустина  Куэрола (Querol) в 1909 году, который только успел сделать эскизы. Продолжение работы было доверено архитектору Cipriano Folgueras, который умер в 1911 году, когда Антонио Молинари  завершил эскизы
Другой задержкой стала остановка строительства из-за забастовки итальянских рабочих в карьерах Каррары.
Новой задержкой стало кораблекрушение 6 марта 1916 года, когда трансатлантический лайнер Vapor Príncipe de Asturias затонул недалеко от Бразильского побережья. В результате катастрофы погибло 450 человек, а кроме того ушёл на дно большой груз с мраморными и бронзовыми скульптурами, предназначенными для строившегося памятника.
В 1917 году в Испании начаты работы с целью заменить утраченные скульптуры. Они были созданы только два года спустя, кроме того, было потрачено немало времени на их оформление на таможне из-за царившей там бюрократии.

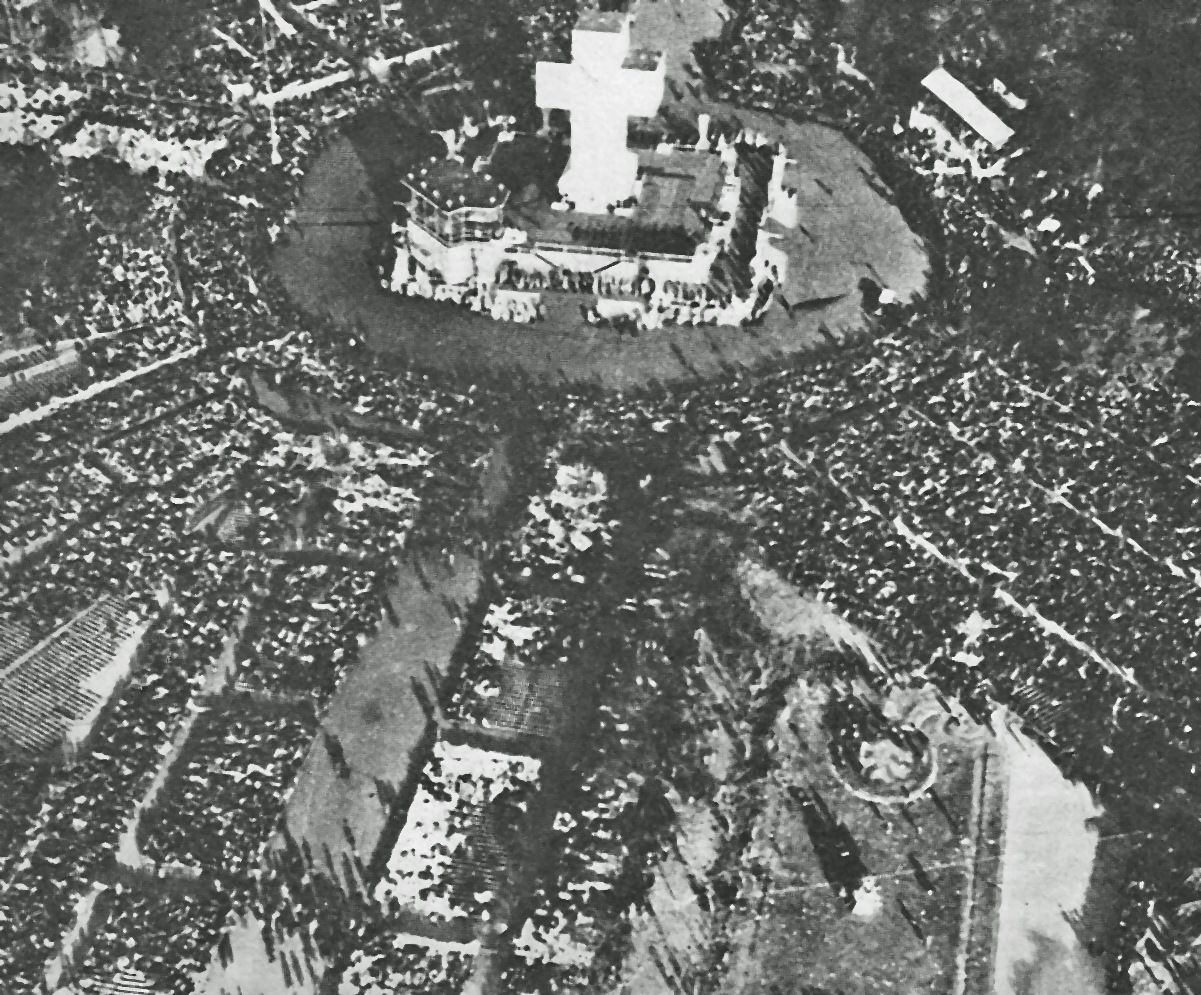
Евхаристический конгресс (Congreso Eucarístico) состоявшийся в 1934.

Инаугурация, запланированная на 1926 год, была снова отложена, потому что не был готов интерьер памятника  и не была проведена система освещения. В итоге открытие памятника состоялось 13 марта 1927. В церемонии открытия принял участие граф Амальфи, который участвовал от имени короля Альфонсо XIII. Он символически передал памятник Аргентине в лице её президента Марсело Торкуато де Альвеара.
В 1934 году у памятника состоялось закрытие Международного евхаристического конгресса. Рядом с памятником был сооружён крест высотой 35 м. После мессы  более одного миллиона человек приняли участие в мероприятии, в котором Папа из Ватикана Пий XI по радио благословил всех участников
27 октября 2011 у памятника были сооружены 17 светодиодных прожекторов, позволяющих создавать в небе комбинации из 16,7 миллионов цветов, контролируемых с помощью специального программного обеспечения. На церемонии открытия присутствовали глава правительства города Буэнос-Айрес, Маурисио Макри, посол Испании в Аргентине, Рафаэль Эстрелла, и министр общественного транспорта, Диего Сантили

## Описание

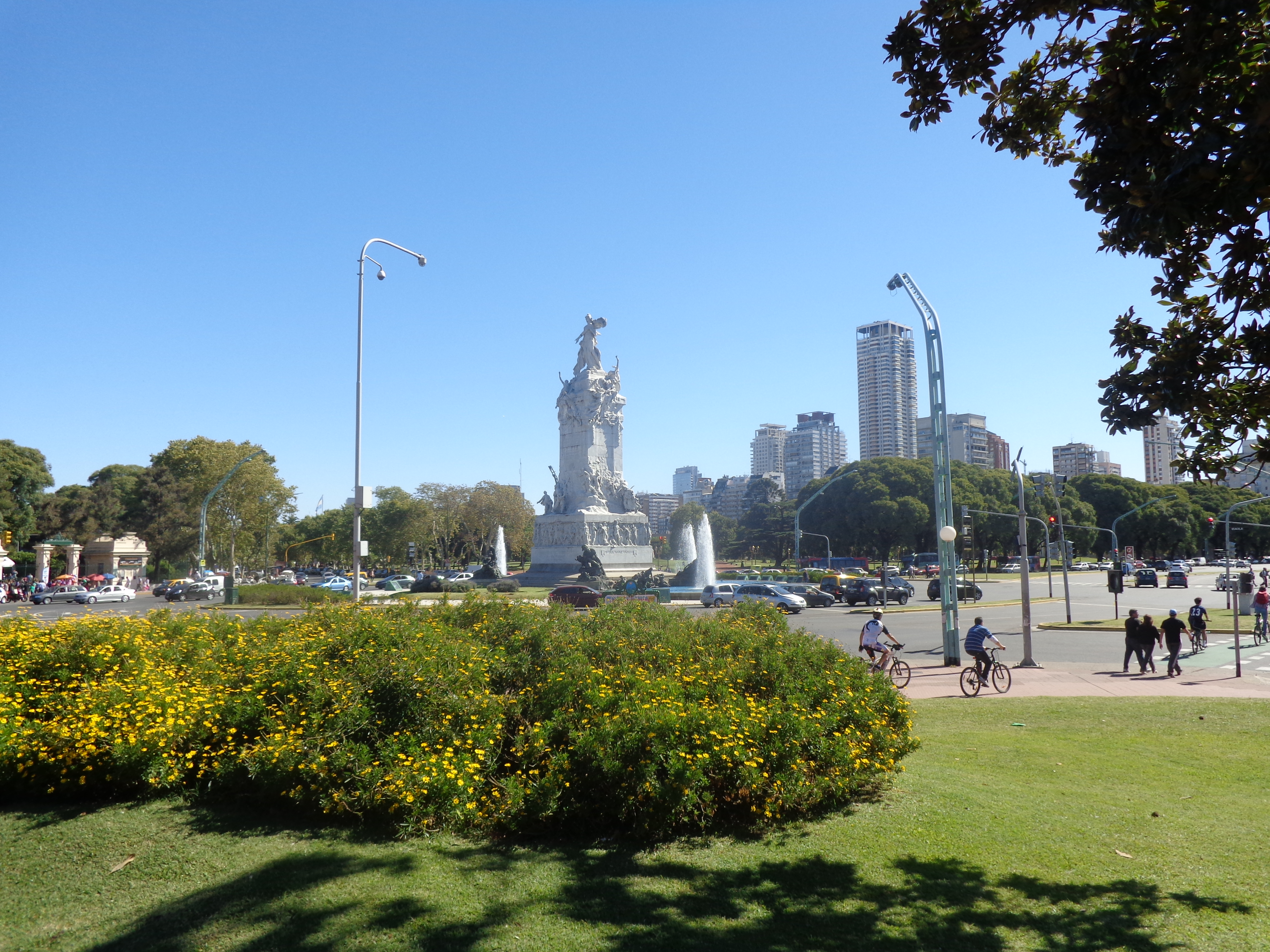
Угол улиц Авенида дель Либертадор и Авенида Хенераль-Сармьенто.

- В верхней части памятника расположена статуя Республики (выполненная из мрамора), а также расположены четыре скульптуры - аллегории:
- Los Andes,
- El Río de la Plata,
- La Pampa
- El Chac
- (изготовленные из бронзы на каждом у основания памятника).

На юго-восточной стене записан пункт преамбулы к Конституции Аргентины:

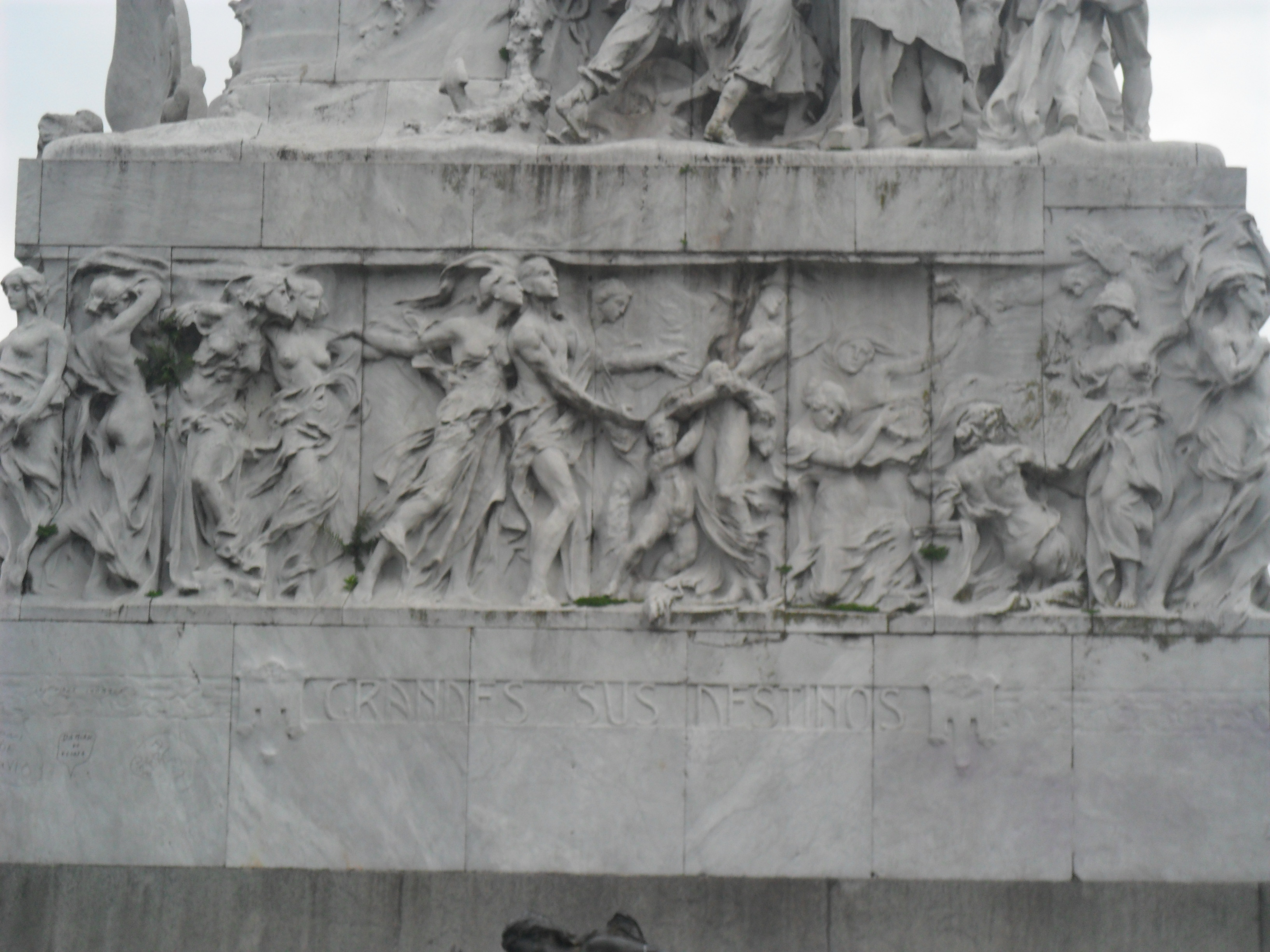
«Grandes sus destinos».

И закрепим блага свободы за нами, для наших потомков и всех людей в мире, которые вступят на аргентинскую землю.
- И ниже:
- Аргентинская нация в честь столетия основания испанцами
- Северо-Западная часть:
- Uno mismo, el idioma
- Северо-восточная часть:
- De una misma estirpe
- Юго-западная часть:
- Grandes sus destinos

### Четыре региона

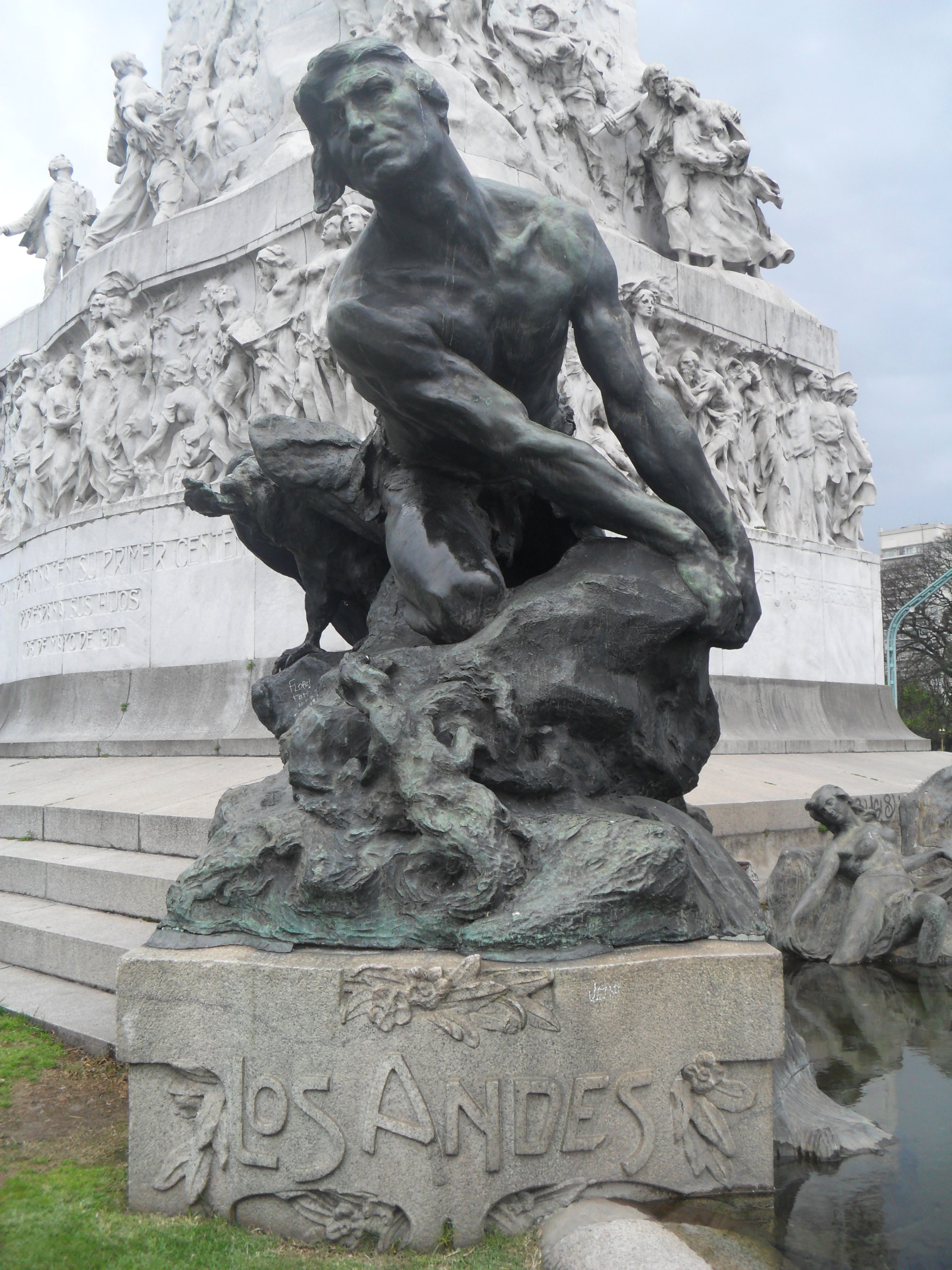
Los Andes.
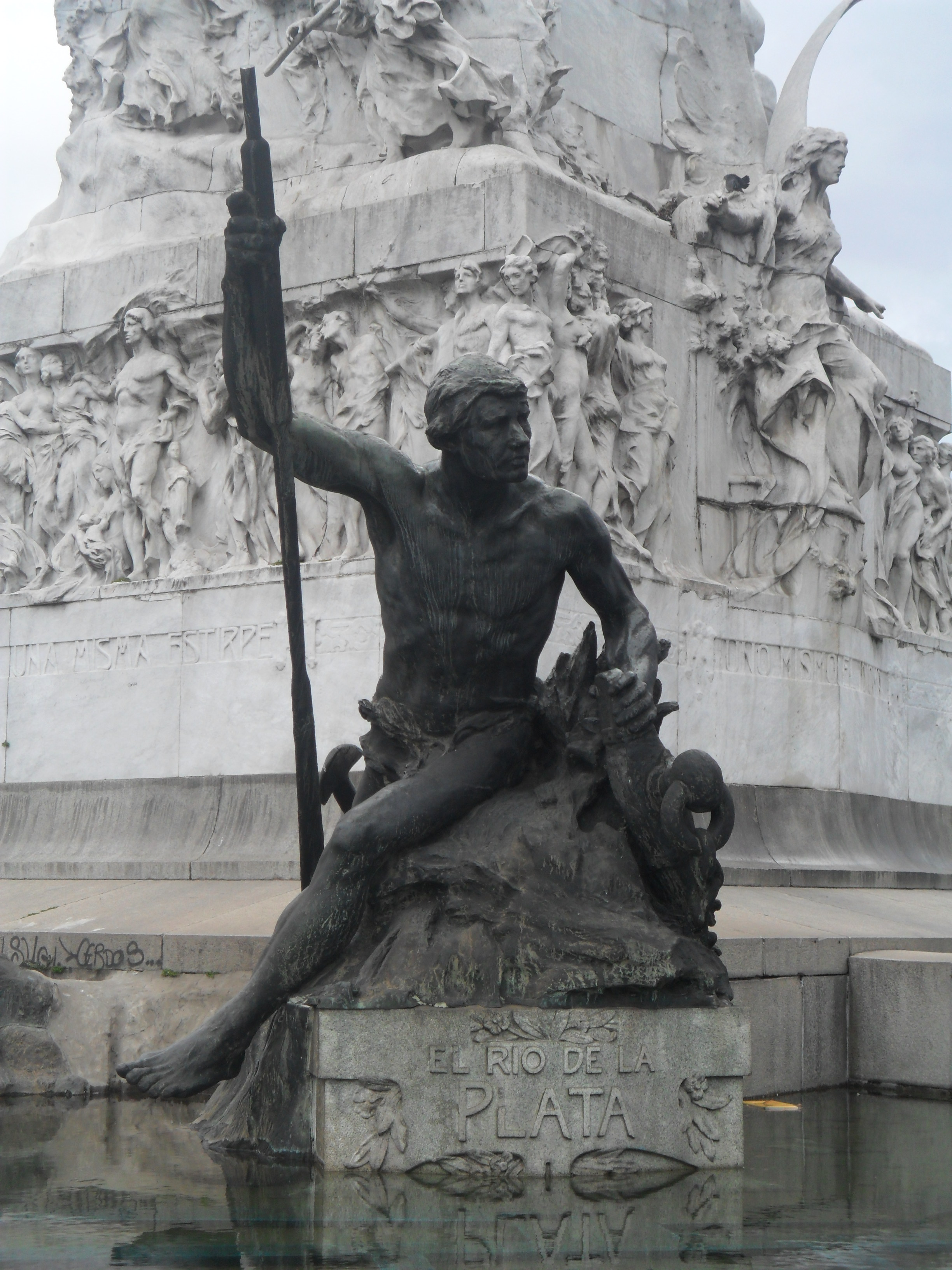
El Río de la Plata.
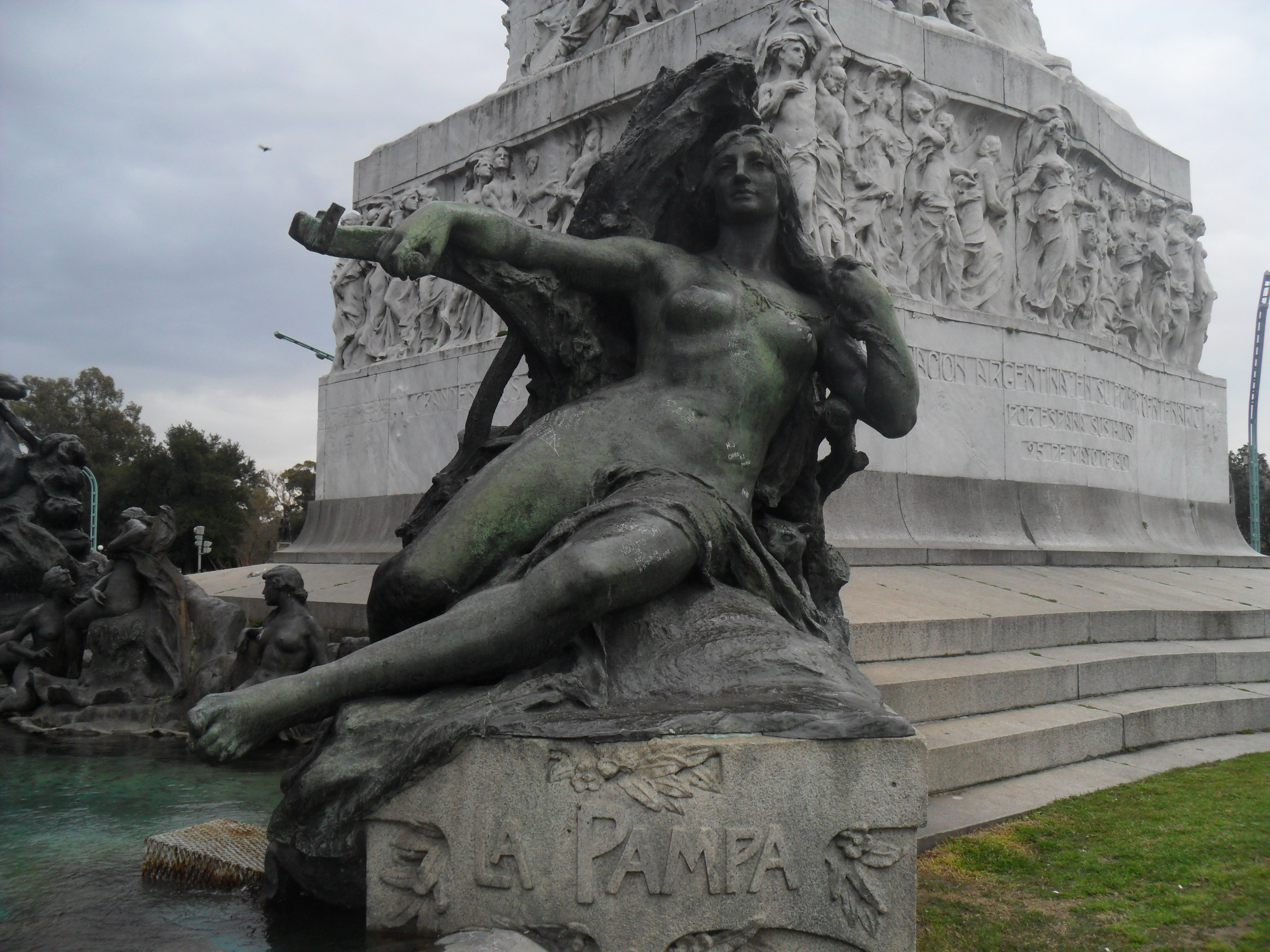
La Pampa.
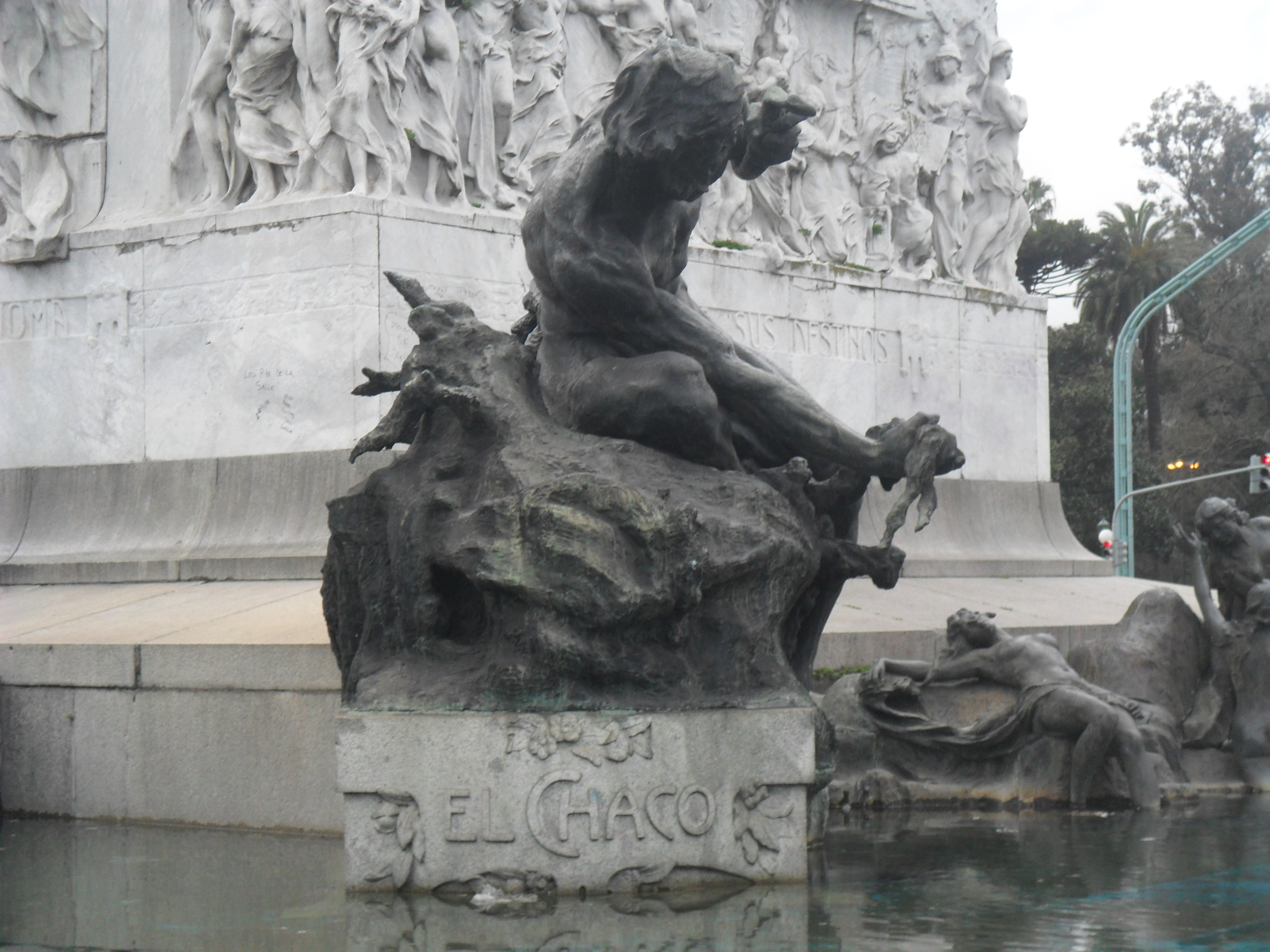
El Chaco.